# Rajna
 Ovo je glavno značenje pojma Rajna. Za djelo Victora Hugoa pogledajte Rajna (Hugo).
Rajna (njem. Rhein, fr. Rhin) je europska rijeka, jedna od najprometnijih i najznačajnijih vodenih prometnica Europe. Od izvora do ušća duga je oko 1.230 km, od toga su plovna 833 km. Izvire u švicarskim Alpama, a nastaje spajanjem dvaju manjih tokova: Vorderrhein (prednja Rajna) i Hinterrhein (stražnja Rajna). Protječe kroz Švicarsku, Lihtenštajn, Austriju, Njemačku, Francusku i Nizozemsku, gdje se ulijeva u Sjeverno more.
Izvor imena je u korijenu  reie indoeuropskog prajezika u značenju "kretati se, teći, prolaziti", a Gali su je zvali Renos u gotovo istom značenju.
Rajna i Dunav su formirali većinu unutarnje sjeverne granice Rimskog Carstva, a sve od tih dana, Rajna je vitalan plovni put koji je služio za trgovinu robom duboko u unutrašnjost. Mnoge prapovijesne utvrde i srednjovjekovni dvorci duž Rajne svjedoče o njenoj važnosti kao plovnog puta. Riječni promet se mogao zaustaviti na tim lokacijama, najčešće u svrhu prikupljanja cestarine državi koja je nadzirala taj dio rijeke. Također je služila u obrambene svrhe te je bila osnovom za regionalne i međunarodne granice. 
- Jezero Tomasee u Švicarskoj, veći, ali niži (2,345 m) izvor Rajne
- Slapovi Rajne kod Schaffhausena
- Rajna kod Basela
- Rajna kod Düsseldorfa

## Dolina gornjeg srednjeg toka Rajne
Ždrijelo Rajne je popularan naziv za gornju srednju dolinu Rajne, 65 km dugom dijelu rijeke između Bingena am Rhein i Koblenza u Njemačkoj. Taj dio je upisan na UNESCO-ov popis mjesta svjetske baštine u Europi u lipnju 2002. god. zbog jedinstvene kombinacije geoloških, povijesnih, kulturnih i industrijskih razloga.
Srednja dolina Rajne je izvanredan organski i kulturni krajolik, čiji je karakter određen, ne samo geomorfološkim i geološkim sastavom, nego i ljudskim djelovanjem, kao što su naselja, prometne infrastrukture i privreda, kroz više od dvije tisuće godina. Ona je tijesno povezana s poviješću i legendama, i stoljećima je snažno utjecala na brojne pisce, umjetnike i skladatelje.
Rijeka je bila važan trgovački put u Srednjoj Europi od prapovijesti kada je niz malih naselja nastao na obalama. Ograničene veličine, mnogi od ovih starih gradova zadržali su svoj povijesni karakter. Povećanjem bogatstva, pojavili su se i mnogi dvorci i dolina je postala središnja regija Svetog Rimskog Carstva. Oblast je bila središte Tridesetogodišnjeg rata, što je ostavilo mnoge dvorce u ruševinama, dans atrakcije za krstarenje brodovima koji prate rijeku. Jedno vrijeme bila je granica Francuske, a u 19. stoljeću postala je dio Pruske i postala je bitna slika krajolika Njemačke.
Ovaj dio Rajne ima značajan folklor, kao što je legendarni dvorac na Rajni u koji se smješta Wagnerova opera Götterdämmerung. Anualni festival Rajna u plamenu je spektakularni vatromet u Sankt Goaru u rujnu i Koblenzu u kolovozu, koji se najbolje vide s jednog iz konvoja brodova na rijeci.

## Pritoke
- Thur, rijeka u Švicarskoj

## Vanjske poveznice
- Vodni promet - infrastruktura
- Središnja komisija za plovidbu Rajnom (engl.)
- Povijest Rajne s mapama  Arhivirana inačica izvorne stranice od 23. ožujka 2010. (Wayback Machine) (engl.)
- Dvorci doline Rajne (engl.)